# Сельвесборг (комуна)
Комуна Сельвесборг (швед. Sölvesborgs kommun) — адміністративно-територіальна одиниця місцевого самоврядування, що розташована в лені Блекінґе, у південній Швеції. 
Територія комуни має загальну площу 1 108,62 кв. км. 
Адміністративним центром комуни Сельвесборг є однойменне місто.

## Населення

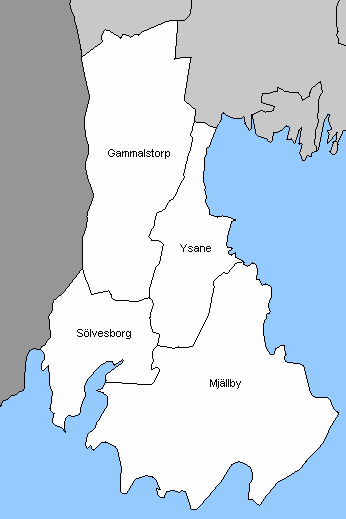
Колишні громади в комуні Сельвесборг

Населення становить 16 848 чоловік (станом на червень 2012 року). 
| Кількість населення комуни Сельвесборг за 1970-2015 роки | Кількість населення комуни Сельвесборг за 1970-2015 роки | Кількість населення комуни Сельвесборг за 1970-2015 роки | Кількість населення комуни Сельвесборг за 1970-2015 роки | Кількість населення комуни Сельвесборг за 1970-2015 роки |
| -------------------------------------------------------- | -------------------------------------------------------- | -------------------------------------------------------- | -------------------------------------------------------- | -------------------------------------------------------- |
| Рік                                                      |                                                          |                                                          | Населення                                                |                                                          |
| 1970                                                     | 1970                                                     |                                                          | 15 210                                                   | 15 210                                                   |
| 1975                                                     | 1975                                                     |                                                          | 15 632                                                   | 15 632                                                   |
| 1980                                                     | 1980                                                     |                                                          | 15 733                                                   | 15 733                                                   |
| 1985                                                     | 1985                                                     |                                                          | 15 533                                                   | 15 533                                                   |
| 1990                                                     | 1990                                                     |                                                          | 16 008                                                   | 16 008                                                   |
| 1995                                                     | 1995                                                     |                                                          | 16 635                                                   | 16 635                                                   |
| 2000                                                     | 2000                                                     |                                                          | 16 448                                                   | 16 448                                                   |
| 2005                                                     | 2005                                                     |                                                          | 16 558                                                   | 16 558                                                   |
| 2010                                                     | 2010                                                     |                                                          | 16 810                                                   | 16 810                                                   |
| 2015                                                     | 2015                                                     |                                                          | 17 160                                                   | 17 160                                                   |
| Джерело: SCB                                             |                                                          |                                                          |                                                          |                                                          |

## Населені пункти
До складу комуни входять населені пункти:
- Сельвесборг (Sölvesborg)
- М'єлльбю (Mjällby)
- Геллевік (Hällevik)
- Гервік (Hörvik)
- Нугерсунд (Nogersund)
- Нур'є (Norje)
- Пукавік (Pukavik)
- Лербю (Lörby)
- Ісане (Ysane)
- Вал'євікен (Valjeviken)